# Courants politiques sous le Second Empire
Cet article fournit diverses informations sur les partis politiques sous le Second Empire (1852 - 1870).

## Structure politique française sous le Second Empire
Le Second Empire est dirigé par Napoléon III, et régi par la Constitution de janvier 1852. L'Empereur est au sommet de l'exécutif avec des fidèles à tous les postes clefs de l'administration impériale. Le Second Empire s'achève le 4 septembre 1870 avec la chute de l’empereur puis la promulgation de la Troisième République.

## Partis sous l’Empire
Avant de présenter les différents partis politiques, il faut définir ce qu’ils sont sous le Second Empire. En effet à cette époque les partis politiques ne sont pas comme ceux d’aujourd’hui, il n’y a pas de président ou de secrétaire général au sein des partis mais plutôt des idéologues, des doctrinaires puisque les partis ressemblent plus à des tendances et regroupent pour certains des hommes politiques aux avis très différents.

### Bonapartisme
Le parti bonapartiste, défendant l'ordre de Napoléon III, est en réalité constitué de plusieurs tendances politiques qui regroupent les fidèles de l’empereur avec cette phrase qu’on lui attribue « L’Impératrice est légitimiste ; le prince Napoléon est républicain ; Morny est orléaniste ; moi-même, je suis socialiste ; il n’y a que Persigny qui soit bonapartiste, et il est fou », ce qui permet de définir le bonapartisme comme une loyauté envers Napoléon. On peut alors les répartir en quatre groupes tels que :
- les bonapartistes libéraux mais conservateurs pour le social, tels que Morny ou Walewski, pour un empire libéral multipartite ;
- les bonapartistes en faveur d’un bonapartisme populaire et anticlérical, tel l’Empereur qui souhaite garder les principes de 1789 ;
- les bonapartistes conservateurs et autoritaire, comme Rouher ;
- les bonapartistes plébiscitaires, tel que Persigny.

Ce parti s’appuie sur le suffrage universel, malgré la montée des oppositions durant l’Empire. Ses positions restent relativement stables notamment dans les milieux ruraux ou elles ne sont pratiquement pas menacée. Comprenant plusieurs tendances politiques, la doctrine de ce parti est donc difficile à définir : elle se réclame du bonapartisme et ses principes inchangés à savoir une souveraineté ‘‘populaire’’ ainsi qu'un système représentatif, et une affirmation de l’autorité de l’État notamment pour les libertés publiques. En ce qui concerne l’économie, on constate une légère libéralisation notamment avec le traité de libre échange franco-anglais en 1860. On constate aussi que le parti bonapartiste dérive sur sa droite avec des valeurs plutôt conservatrices : famille, religion, ordre. À la fin du régime, le bonapartisme ne conserve de sa doctrine que la présence de l’empereur Napoléon III au sommet du pouvoir, puisqu’au cours du régime celui-ci progresse vers le parlementarisme ce qui, à terme, devient une négation du bonapartisme car il accepte des éventuelles rivalités face à l’empereur.
Les candidats officiels sont les candidats proposés et soutenus officiellement par l'État du Second Empire. Ils bénéficient d'avantages, tels que des facilités administratives, des facilités dans leur campagne électorale, et du soutien des préfets locaux. Ces candidatures officielles sont administrées, gérées, par le ministère de l’intérieur (Morny puis Persigny à partir du 22 janvier 1852). Ces candidats officiels permettent d’aboutir à une forte cohésion des nouvelles institutions. En effet, pour Morny puis Persigny, l’élection du corps législatif est destinée à affirmer le soutien de l’opinion publique française au chef de l’État, à préserver l’union nationale autour de l’empereur Napoléon III plutôt que d’assurer une véritable représentation de la souveraineté nationale. Une candidature officielle est donc assimilée à un contrat entre l’Empire et un candidat au terme duquel ce dernier s’engage « à appuyer le gouvernement, mais aussi à le contrôler loyalement, en ami fidèle qui éclaire et non en adversaire ardent qui critiquent et qui blâme » (Persigny).

### Républicanisme
Depuis 1849, le principal adversaire de l’idéal des républicains est l’Église catholique qui fournit les idées contre-révolutionnaires et réactionnaires, alors que l’Empire autoritaire conclut une alliance forte avec le cléricalisme et que le concordat de 1801 est toujours en vigueur. Étant ainsi des véritables opposants, et de plus, ayant seuls essayés de résister activement contre le coup d’État, les républicains constituent un parti réprimé. Des procès en cour d’assises mettent ces républicains en prison ou au bagne (239 au bagne de Cayenne) et quelques-uns sont même condamnés à la peine de mort sous la guillotine. Cependant la plupart des ‘‘résistants’’ au coup d’État est envoyée en Algérie (10 000 personnes mais ‘‘seulement’’ 6 000 y sont réellement envoyées) en résidence surveillée ou ils sont internés dans des camps militaires, ou encore ils peuvent être assigné dans une résidence surveillée en France mais loin de leur domicile. Enfin, il y a aussi la proscription c'est-à-dire l’expulsion hors du pays qui touche 1 500 personnes, celle qui a touché les vedettes comme Victor Hugo, ceux qui par le fait s’est le mieux inscrite dans les mémoires. Les républicains font donc d'abord partie de l'opposition censurée, exclue de la vie politique, mais ils prennent peu à peu de l'importance notamment après le 15 aout 1859 puisqu'à cette date l’empereur amnistie ces républicains. Au-delà de cette date, les exils (notamment Victor Hugo, Ledru-Rollin, Armand Barbès, Louis Blanc) ne sont plus que volontaires car on ne veut pas de cadeau d’un régime assimilé au mal « Quand la liberté rentrera, je rentrerai » (Victor Hugo). Ils parviennent finalement à rentrer sur la scène politique à ce moment mais surtout en 1868, profitant des lois libérales cette opposition recrute et se consolide profitant aussi pleinement des difficultés diplomatiques et sociales que subit le Second Empire. Par exemple, Gambetta et le programme de Belleville qu'il prononce en 1869 aux élections législatives est un discours retentissant qui établit les grandes idées du parti face aux candidatures officielles. On a donc pendant le Second Empire plusieurs catégories de républicains qui se divisent en 3 principales branches :
- les Modérés — tels Émile Ollivier — qui acceptent finalement de jouer le jeu d'une vie politique sous l'Empire, voire de s'y associer si l'Empire permet leurs idéaux ;
- les Pragmatiques prêtent serment à l'Empire afin d'être éligibles ;
- la Gauche fermée qui refuse de prêter serment à l'Empire, par opposition, et ne peuvent donc pas entrer sur la scène politique.

Cette fissure sépare ceux qui seront plus tard Communard de ceux qui seront Versaillais.
Les républicains sont aussi appelés radicaux depuis la monarchie de Juillet puisque Louis-Philippe a interdit de se dire républicain.

### Le Tiers Parti
Le Tiers parti (terme utilisé dès 1864, et devenu très courant l’année suivante), ou le groupe « des conservateurs libéraux » est le parti républicain qui émerge vers 1863 et qui deviendra le plus important, il refuse l’opposition systématique des républicains et il accepte la dynastie mais rejette l’Empire autoritaire. On y trouve un noyau d’une quarantaine de députés que l’on peut diviser en trois groupes :
- des candidats officiels libéraux tels que Jules Brame, Eugène Chevandier de Valdrome ;
- des candidats qui gardent l’appui gouvernemental mais avec des idées cléricales et protectionnistes comme kolb-Bernard, Plichon ;
- des indépendants de tendances orléanistes comme Buffet ;
- des indépendants de tendances républicaines comme Ollivier.

Adolphe Thiers reste en marge du tiers parti mais exerce une grande influence notamment grâce à ses amis qui en sont membres. De plus la population française et le gouvernement n’est pas dupe du jeu de mots Thiers-tiers. Ce parti souhaite un régime d’ordre; l’empereur les satisfait donc sur ce point puisque l’ordre n’est pas à ce moment menacé. Mais il réclame aussi les libertés fondamentales. Dans la phase de l'Empire libéral, ce parti s'organise et progresse à chaque élection. Les législatives de 1869 les portent finalement au pouvoir, et Napoléon III désigne Émile Ollivier -membre du Tiers Parti rallié au compromis d'un Empire libéral- comme chef de son gouvernement ce qui marque le triomphe du tiers parti.

### Libéralisme
Les libéraux se divisent en deux groupes, la « résistance » dont un des théoriciens est Guizot mais il ne participe plus à la vie politique sous le Second Empire. Le « mouvement » avec notamment Odilon Barrot qui lui participe activement en politique, il est au début rallié à l’empereur mais il l’abandonne rapidement pour rejoindre l’opposition orléaniste.

### Orléanisme
Les orléanistes font eux aussi partie de l’opposition, quelques-uns sont proscris, de plus le parti orléaniste est surtout touché par le décret du 22 janvier 1852 qui confisque les biens de la famille Orléans (le « premier vol de l’Aigle » selon Dupin) nourrit le dégout pour le despotisme. Sous le Second Empire, l’orléanisme approfondit sa réflexion institutionnelle, leur opposition est conçue de salons fait de boutades et de satires mais surtout en travaillant à des ouvrages d’histoire et de politique. Les grandes réformes doctrinales de ce parti ont été écrites et publiées sous le Second Empire comme des Vues sur le gouvernement de la France du duc de Broglie en 1859, La politique libérale de Charles de Rémusat en 1860 ou encore La France nouvelle de Prévost-Paradol en 1868. Ce renouveau de la doctrine orléaniste se fait sur plusieurs principes communs mais aussi inédits tel que l’acceptation raisonnée du suffrage universel à condition d’avoir deux assemblées ; ils adhèrent à la décentralisation (délégation du pouvoir aux régions) afin de réformer l’État ; ils veulent aussi combattre contre la dégradation des mœurs et restaurer le jeu des institutions représentatives. Aussi le parti orléaniste exprime son indifférence de plus en plus renforcé sur la forme du régime pourvu que l’ordre soit respecté et combiné avec les libertés publiques, et une fusion entre tous les monarchistes est tentée mais elle n’arrive pas à terme.

### Légitimisme
Les légitimistes monarchistes n’occupent que peu de place dans l’Empire car les ralliements à ce dernier se multiplient et les légitimistes sont toujours divisés, bien que l’Académie française et le faubourg Saint Germain leur restent favorables.

### Socialisme
Le socialisme dont Pierre Joseph Proudhon, un des théoriciens, est le plus influent sur les socialistes français sous le Second Empire, est un parti avec une pensée parfois contradictoire. Cette dernière est basée sur l’anti autoritarisme, le socialisme veut préserver l’autonomie de chaque citoyen, il est contre la nationalisation mais plutôt favorable au développement libre d’associations, de coopératives fonctionnant grâce à l’échange mutuel entre les individus qui les composent. Les socialistes pensent donc qu'en se fédérant librement dans  ces associations, les citoyens vont pouvoir transformer la société notamment la vie économique et sociale. Les socialistes, et en particulier Proudhon, sont favorables aux syndicats ouvriers mais indépendants des partis politiques, en revanche Proudhon s’écarte des républicains sur le fait qu’il ne se préoccupe pratiquement pas des libertés politiques et parlementaires. En raison  du programme social des républicains et de l’Empire, et de l’indifférence de Proudhon envers les libertés politiques, le socialisme se discrédite par lui-même ce qui nuit à sa diffusion.
Il existe également tout une série d'autres petits partis.

## Chronologie indicative
- 2 décembre 1851 : coup d’État de Louis Napoléon Bonaparte.
- 4-10 décembre 1851 : soulèvement des républicains contre le coup d’État et leur répression.
- 11 décembre 1851 : exil de Victor Hugo.
- 17 février 1852 : décret sur la presse.
- 2 décembre 1852 : promulgation du Second Empire.
- Mai 1857 : élection législative, les opposants à l’Empire recueillent seulement 665 000 voix soit 13 % des 5,5 millions de votes exprimés, 5 républicains sont élus et 8 indépendants.
- 27 février 1858 : loi de sureté générale.
- 15 aout 1859 : amnistie politique.
- 24 novembre 1860 : décret accordant le droit d’adresse aux chambres.
- Mai 1863 : les candidats officiels obtiennent 5,3 millions de voix et les opposants en remportent 1,95 million surtout grâce à la diminution de l’abstention  à cette élection législative. Cependant en raison du mode de scrutin on compte seulement 32 opposants (17 républicains ou libéraux et 15 indépendants libéraux conservateurs ou cléricaux hostiles à l’empire)
- 11 janvier 1864 : discours de Thiers au corps législatif sur les « libertés nécessaires ».
- 11 mai 1868 : promulgation de la loi sur la presse.
- 6 juin 1868 : promulgation de la loi sur les réunions.
- Mai 1869 : à l’élection législative, les candidats du gouvernement récoltent 4,44 millions de voix et les opposants 3,33 millions. Sur 292 élus il y a 217 partisans de l’Empire et 75 opposants (25 républicains et 50 opposants libéraux).
- 8 septembre 1869 : sénatus-consulte sur les réformes libérales.
- 2 janvier 1870 : ministère Émile Ollivier, membre du tiers parti.
- 4 septembre 1870 : chute de l’empereur, promulgation de la république, constitution du gouvernement provisoire dit « de défense nationale ».

## Sources
Bibliographie
- Dominique Barjot, Jean-Pierre Chaline et André Encrevé, La France au XIXe siècle, 1814-1914, Paris, Fayard, 1996.
- Garrigues Jean, La France de 1848 à 1870, Paris, Armand Colin, 2002.
- Olivesi Antoine, Nouschi André, La France de 1848 à 1914, Paris, Armand Colin, 2005.
- Tulard J. (dir.), Dictionnaire du Second Empire, Paris, Fayard, 1996.
- Binet Alain, Société, culture et économie en France de 1850 à 1914, Paris, Ellipses, 2002.

Sitographie
- Site herodote.net
- Site memo.fr